# لیو دروچر

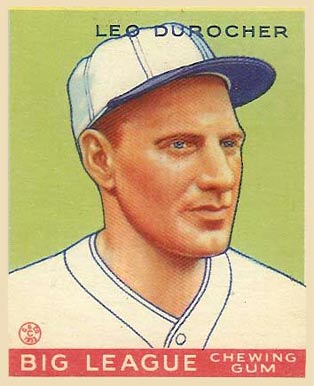
لیو دروچر

لیو دروچر (انگلیسی: Leo Durocher؛ ۲۷ ژوئیهٔ ۱۹۰۵ – ۷ اکتبر ۱۹۹۱) یک بازیکن بیس‌بال اهل ایالات متحده آمریکا بود.